# Nullifier Party

La Carolina del Sud (in verde), nel ventiquattresimo Congresso degli Stati Uniti d'America, aveva due senatori appartenenti al Nullifier Party.

Il Nullifier Party (Partito "Nullificatore") è stato un partito politico statunitense con sede nella Carolina del Sud, fondato nel 1828 e disciolto nel 1839.

## Storia
Considerato uno dei primi terzi partiti statunitensi, venne fondato dall'allora vicepresidente John C. Calhoun nel 1828.

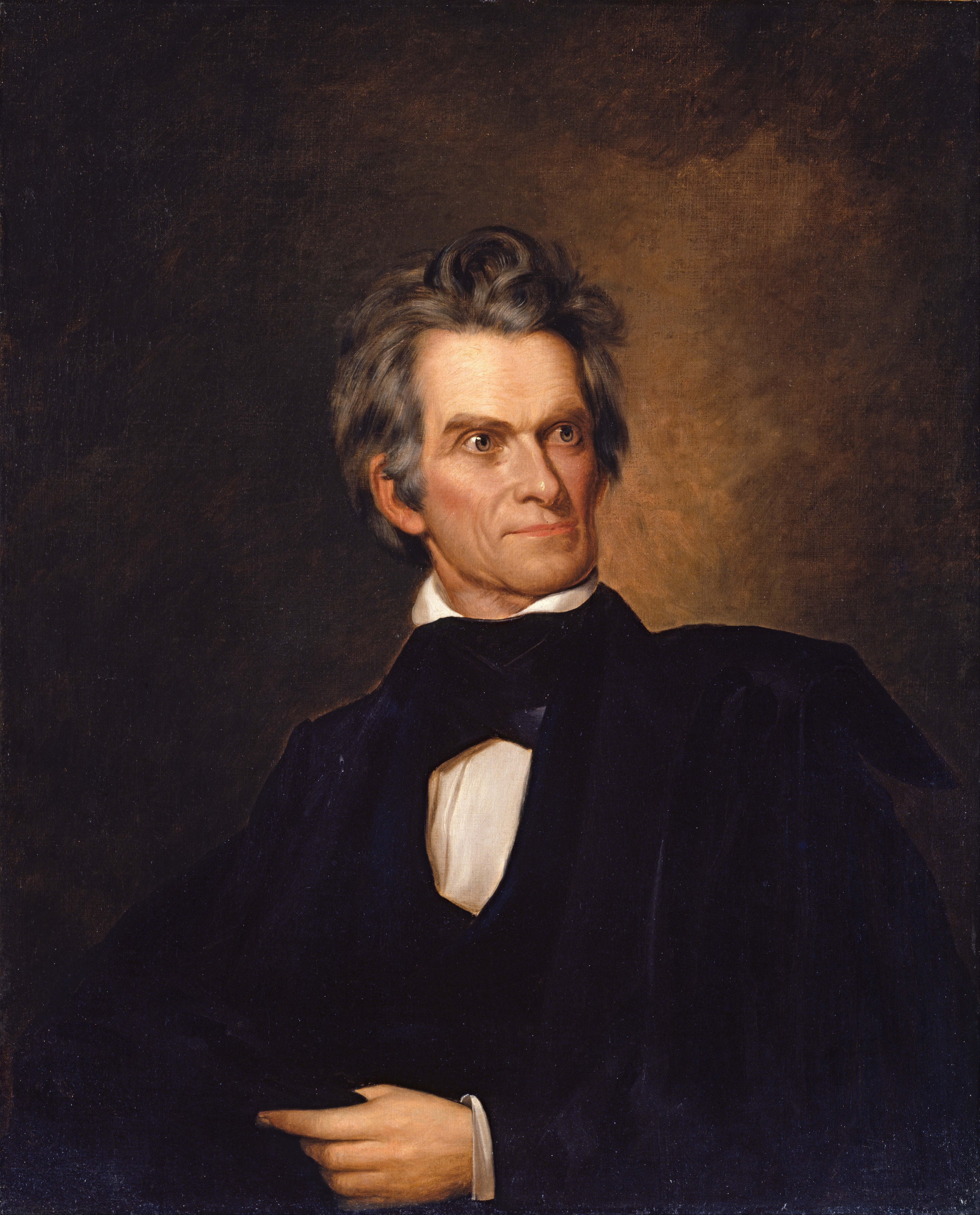
Ritratto di John Caldwell Calhoun

L’obiettivo del Nullifier Party era quello di difendere i "diritti degli Stati", in particolare di quelli del Sud; sosteneva infatti le risoluzioni del Kentucky e della Virginia, ritenendo che gli Stati potessero annullare le leggi federali all'interno dei loro confini. Il Partito era inoltre favorevole alla schiavitù e contrario all'imposizione di tariffe doganali.
Non rivendicò per un soffio il titolo di essere il primo terzo partito in assoluto ad essere creato negli Stati Uniti: quel titolo appartiene infatti al Partito Anti-Massonico, sorto a New York nel febbraio 1828.
Il Nullifier Party, tra il 1831 e il 1839, elesse alcuni suoi esponenti alla Camera dei rappresentanti degli Stati Uniti.
Calhoun delineò i principi del partito nella sua South Carolina Exposition and Protest (1828), una reazione alla "Legge sui dazi degli abomini" approvata dal Congresso e firmata dal presidente John Quincy Adams.
Il partito sostenne l'alleato di Calhoun John Floyd della Virginia alle elezioni presidenziali del 1832. In quell'occasione Floyd ottenne gli 11 voti elettorali della Carolina del Sud. Il candidato del partito alla carica di vicepresidente era Henry Lee, noto economista politico del Massachusetts.
Dopo che il presidente Andrew Jackson lasciò la carica, Calhoun e la maggior parte dei suoi seguaci si unirono al Partito Democratico.

## Membri celebri
- John C. Calhoun
- Robert Y. Hayne
- John Floyd
- Stephen Decatur Miller
- James Henry Hammond
- William C. Preston
- Henry L. Pinckney
- Robert B. Campbell
- William K. Clowney
- Warren R. Davis
- John Myers Felder
- John K. Griffin
- Francis Wilkinson Pickens
- George McDuffie
- Franklin H. Elmore